# Albert Jürgen Grah
Albert Jürgen Grah (* 14. September 1953 in Köln) ist ein deutscher Pianist, Instrumentalpädagoge und Musikforscher. Bedeutung kommt ihm durch die Beschäftigung mit den „originalen, historischen Tempi“ zu.

## Werdegang
Albert Jürgen Grah ist Sohn von Josef Grah, der Städtischer Kammermusiker (Viola) des Kölner Gürzenich-Orchesters in der Ära von Günter Wand war. Seinem Vater verdankt er den ersten Klavierunterricht bei dem Pianisten Paul Traut (Konservatorium der Stadt Köln).
Gemäß seinem Curriculum durchlief Grah ein Orgelstudium bei Wolfram Gehring (Konservatorium der Stadt Köln) und in den Jahren 1973–1979 ein Musikstudium an der Hochschule für Musik in Köln im Hauptfach Klavier. Die musikalische und handwerkliche Ausbildung durch die polnische Pianistin Roswitha Gediga-Glombitza und die musikgeschichtliche Prägung durch den Musikwissenschaftler Heinrich Lindlar standen dabei im Mittelpunkt.
Im 2. Hauptfach studiert er Klarinette bei Franz Klein. Weitere Studienausbildungen in: Gesang bei der ungarischen Opern- und Konzertsängerin Edith Kertész-Gabry und Kurse bei den Komponisten Jürg Baur und Johannes Fritsch.

## Schaffen
Nach Abschluss seines Hochschulstudiums widmete Grah sich ab 1980 in Forschungsprojekten zusammen mit den Mitstreitern Grete Wehmeyer und Willem Retze Talsma der Wiederentdeckung der „originalen, historischen Tempi“ der Musik des 18. und 19. Jahrhunderts mit dem Postulat der Wiederentdeckung der Langsamkeit und der damit verbundenen Entschleunigung.
In Abkehr vom gesplitteten Gebrauch des Metronoms nach der Theorie von Talsma geht Grah ab 1982 eigene Wege mit der Umsetzung der Tempi. Sie basieren auf der Kombination des historischen Metronomgebrauchs (metrische Methode) mit den historischen Metronomzahlen.
Dabei geht es ihm nicht dogmatisch um das Zählen von Metronomschlägen, sondern ausschließlich darum, Musik im Atem und Pulsschlag ihrer Zeit erklingen zu lassen. Bei der Annäherung an dieses Ziel, das in Teilen der Musikerkreise nicht unumstritten ist, fühlt er sich bestätigt durch den italienischen Dirigenten Carlo Maria Giulini, der nach einem persönlichen Gespräch mit dem Kölner Pianisten in Mailand im Sommer 1985 dessen Einsichten über die „originalen, historischen Tempi“ teilte.
In die Zeit der Forschungsarbeit fällt auch Grahs Entscheidung, Wissen, Erfahrung und „Liebe zur Musik“ als Klavierpädagoge weiterzugeben (u. a. mit einem Lehrauftrag für Klavier an der Rheinischen Musikschule). Auch als Initiator und Mitbegründer der Jugendkunstschule „MuKuTaThe“, die seit nahezu 40 Jahren in Köln tätig ist, verfolgte er dieses Ziel. Neben dieser Arbeit hat sich der Pianist ab 1982 mit musikalischen Soiréen, u. a. im von ihm gegründeten „Zimmertheater Am Lichtor“ in Bergisch Gladbach, und nicht zuletzt als Gründer und Leiter des „Experimentellen Musiktheaters Köln“ einen Namen gemacht.
Aufsehen erregten seine Neuinszenierungen von Mozart-Opern in den „originalen, historischen Tempi“, die er vom Klavier aus leitete. So fand seine Erstaufführung des „Don Giovanni“ 1988 bei der 600-Jahr-Feier der Universität zu Köln an der Studiobühne Köln bei Publikum, Fernsehen, Rundfunk und Presse begeisterte Aufnahme, wie auch die Aufführungen 1993 „Die Entführung aus dem Serail“ und 1995 „Così fan tutte“. Letztere wurde zum 50. Jahrestag des Endes des Zweiten Weltkriegs im Kirchenbunker Köln-Mülheim aufgeführt.
Neben seiner intensiven Tätigkeit als Klavierpädagoge komplettieren CD-Einspielungen (1998–2019) und musikalische Soiréen (seit 2007) in Deutschland und Italien die Bandbreite seiner musikalischen Arbeit. Ab 2012 entstanden Kulturvideos über Schlösser und Kirchen in Deutschland und Italien begleitet von klassischer Klaviermusik in den originalen, historischen Tempi. Im August 2013 wurde mit 4 Klavierabenden der Vortragsreihe „Estate Musicale a-d-a-g-i-o“ der feste Sitz des „Progetto a-d-a-g-i-o“ im kleinen Bergort Pantasina in Ligurien (Italien) gegründet. Erfolgreich wurde diese Reihe 2013, 2014 und 2015 vorgetragen.
Im Herbst 2015 veröffentlichte Grah sein in Weimar verfasstes Manifest zur Kulturinitiative „Der Spieltrieb“, das das von Friedrich Schiller in der Schrift Über die ästhetische Erziehung des Menschen geforderte Streben nach dem „Idealschönen“ in Verbindung mit der absoluten Autonomie des schaffenden Künstlers zum Thema hat.
Während im Jahr 2017 noch die Arbeit an eigenen Kompositionen im Mittelpunkt gestanden hat, folgte 2018 die Vorbereitung des Opernprojekts „Le nozze di Figaro“ von W. A. Mozart in den „originalen, historischen Tempi“ mit dem vorläufigen Ergebnis der Einspielung des gesamten Klavierauszugs als „Minus One“-Produktion.
Im gleichen Jahr folgte die Beschäftigung mit den Einspielmöglichkeiten symphonischer Musik mittels einer digitalen „Orchestra Library“. Diese Bemühungen (Herbst 2018 bis Frühling 2019) führen zu der digitalen Einspielung der Orchesterfassung der 6. Symphonie „Pastorale“ von Ludwig van Beethoven in den „originalen, historischen Tempi“, welche 2019 in einem Live-Konzert in digitaler Orchesterfassung ihre Erstaufführung in dieser Form in Köln erlebt hat und damit zugleich ein Novum der Aufführungspraxis im klassischen Kulturbetrieb darstellt.
Anlässlich des 250. Geburtstags von Ludwig van Beethoven im Jahr 2020 konzipierte Grah eine Aufführungsreihe einiger seiner Orchesterwerke mittels einer digitalen „Orchestra-Library“. Das Eröffnungskonzert der Reihe mit Beethovens 4. Klavierkonzert G-Dur Op. 58 fand im Januar 2020 in Bergisch Gladbach-Bensberg statt. Im gleichen Jahr wurde nach der Einspielung des 5. Klavierkonzerts die Gesamteinspielung der rein orchestralen Sinfonien Nr. 1 bis Nr. 8 auf CD von Ludwig van Beethoven abgeschlossen. Die Veröffentlichung aller Einspielungen fand am 17. Dezember 2020, dem offiziellen Geburtstag des Komponisten, virtuell im Internet statt.
Die pandemiebedingte aufführungslose Zeit der Jahre 2020 und 2021 zementierten die (Orchester-)Produktionsart mit der digitalen Orchestra-Library. Gegenstand der weiteren Produktionen waren die folgenden bedeutenden Werke von W. A. Mozart:
- die letzten, großen Sinfonien KV 385 („Haffner“), KV 425 („Linzer“), KV 550 (G-Moll Sinfonie) und KV 551 („Jupiter“),
- die Klavierkonzerte Nr. 19 KV 459 und Nr. 21 KV 467,
- die Serenade „Eine kleine Nachtmusik“ KV 525 und
- der gesamte Orchesterpart der Oper „Le nozze di Figaro“ KV 492.

Somit liegt jetzt mit den seit 1998 eingespielten Werken ein ständig wachsendes Archiv mit den Hauptwerken der klassischen Musik des 18. und 19. Jahrhunderts vor, das einzigartig die originalen, historischen Tempi hervorhebt.

## Editionen
- CD-Einspielungen der Klaviermusik der Klassik und Romantik von 1998 bis 2008 in den „originalen, historischen Tempi“. AJG Productions 1998–2008
- CD-Einspielungen: Ludwig van Beethoven, die Sinfonien 1–8 und die Klavierkonzerte Nr. 4 und Nr. 5 als digitale Orchesterfassung in den „originalen, historischen Tempi“. AJG Productions 2019–2020